# Comitato di Sopron
Il comitato di Sopron (in ungherese Sopron vármegye, in tedesco Komitat Ödenburg, in latino Comitatus Soproniensis) è stato un antico comitato del Regno d'Ungheria, oggi situato a cavallo tra l'Ungheria nordoccidentale e l'Austria orientale. Capoluogo del comitato era l'omonima città di Sopron (ted. Ödenburg).

## Geografia fisica
Il comitato di Sopron confinava con il territorio austriaco dell'Austria Inferiore, nonché con gli altri comitati di Moson, Győr, Veszprém e Vas. Geograficamente il territorio era pianeggiante sul lato orientale e collinoso ad ovest; comprendeva inoltre la metà occidentale del Lago di Neusiedl.

## Storia
Da sempre importante zona di scambio tra mondo germanico, latino e ungherese, dopo la prima guerra mondiale fu occupata dall'esercito italiano. In seguito al Trattato del Trianon (1920) la fascia sul confine occidentale, abitata da popolazioni prevalentemente di lingua tedesca, passò all'Austria e confluì nel Burgenland. Il capoluogo, in cui metà degli abitanti parlava tedesco, venne pure rivendicato dall'Austria, che intendeva farne capitale del Burgenland, ma in seguito al mancato accordo tra Austria e Ungheria venne indetto un referendum (grazie anche alla collaborazione degli Italiani occupanti) per decidere la sorte della città e di otto comuni limitrofi. Il 14 dicembre 1921 il 65% dei votanti si espresse per il mantenimento della sovranità ungherese e da allora gli ungheresi sono soliti definire Sopron "la più ungherese delle città d'Ungheria".
Nel secondo dopoguerra il comitato di Sopron si fuse con quello di Győr-Moson-Pozsony, a formare la contea di Győr-Sopron, rinominata nel 1990 Győr-Moson-Sopron.